# 국제과학연맹위원회

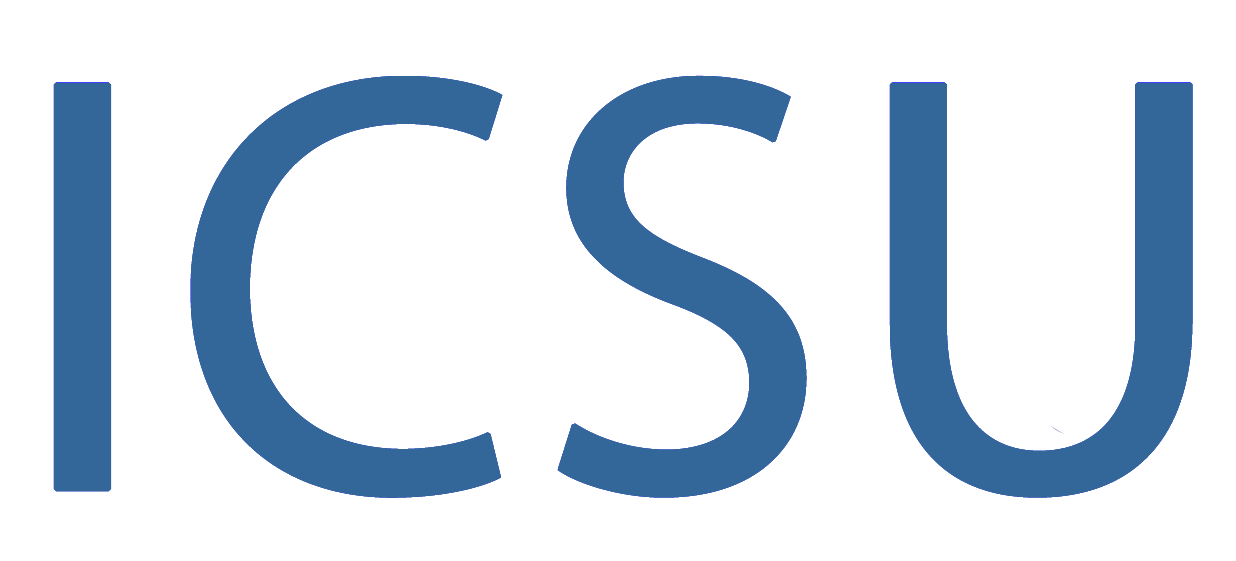

국제과학연맹위원회(International Council for Science, ICSU)는 과학 발전을 위한 국제 협력에 전념하는 국제 비정부 기구였다. 2018년 7월 ICSU는 국제사회과학위원회(ISSC)와 합병하여 국제과학위원회(ISC)를 새로 구성하게 되었다.
국제과학연맹위원회의 회원은 각 국가의 과학기구와 국제 과학 기구들이다. 2017년에 ICSU는 총 142개국과 31개의 국제학술연합들을 대표하는 122개의 다양한 학술단체로 구성되었다. ICSU에는 준회원 개념의 22개 기구도 존재한다.

## 같이 보기
- 국제한림원연합회

## 참고 도서
- Greenaway, Frank (2006) Science International: A History of the International Council of Scientific Unions Cambridge University Press ISBN 9780521028103
- Frängsmyr, Tore (1990) Solomon's house revisited: the organization and institutionalization of science. Science History Publications, U.S.A. ISBN 9780881350661
- Crawford, Elisabeth (2002) Nationalism and Internationalism in Science, 1880-1939. Cambridge University Press ISBN 9780521524742